# Itália nos Jogos Olímpicos de Verão de 1976
A Itália participou dos Jogos Olímpicos de Verão de 1976 em Montreal, Canadá.